# 탈라 애시
탈라 애시(Tala Ashe, 1984년 7월 24일 ~ )는 이란 태생의 미국 배우이다.

## 출연 작품
- 코버트 어페어즈 1 (2010)
- 애즈 더 월드 턴즈 (1956)
- DC 레전드 투모로우